# Minamiarupusu
Minamiarupusu, alternativt Minami-arupusu, (japanska: 南アルプス市?, Minamiarupusu-shi) är en stad i Yamanashi prefektur på ön Honshu i Japan. Namnet betyder ungefär södra alperna och på engelska så använder staden namnet Minami-Alps. Staden bildades 1 april 2003 genom en sammanslagning av kommunerna Ashiyasu, Hatta, Kōsai, Kushigata, Shirane och Wakakusa.  Namnet Minamiarupusu bestämdes i september 2002 och valdes bland förslag som kommit in från allmänheten. Minamiarupusu ligger i Akaishibergen och Japans näst högsta bergstopp, Kitadake (3 192 m ö.h.), är belägen i staden.